# Юрай Сівачек
Юрей Сівачек (словац. Juraj Siváček) (30 березня 1968, Поважська Бистриця) — словацький дипломат. Надзвичайний і Повноважний Посол Словацької Республіки в Україні (з 2013).

## Біографія
Народився 30 березня 1968 року в місті Поважська Бистриця, Словаччина. У 1987 році Братиславський економічний інститут, спеціальність: економіка міжнародної торгівлі. У 1992 році закінчив Московський державний інститут міжнародних відносин, спеціальність: міжнародні відносини із Скандинавськими країнами. Володіє англійською, російською, фінською мовами.
З 09.1992 р. — спеціаліст із зв'язків із США та Скандинавськими країнами МЗС Словацької Республіки
З 04.1996 р. — Другий секретар Посольства Словацької Республіки у Вашингтоні (США)
З 08.2000 р. — секретар Департаменту двостороннього співробітництва МЗС Словацької Республіки
З 01.2001 р. — заступник директора Другого територіального Управління МЗС Словацької Республіки (відносини із сусідніми державами)
З 05.2002 р. — директор Другого територіального Управління МЗС Словацької Республіки (відносини із сусідніми державами)
З 02.2003 р. — Перший секретар Посольства Словацької Республіки в Тель-Авів (Ізраїль)
З 08.2007 р. — керівник Відділу міжнародних економічних організацій Управління міжнародних економічних організацій МЗС СР
З 10.2007 р. — Генеральний директор Департаменту кадрів МЗС Словацької Республіки
З 07.2009 р. — Керівник Апарату МЗС Словацької Республіки
З 07.2010 р. — радник Керівника Апарату МЗС Словацької Республіки
З 04.2011 р. — Надзвичайний і Повноважний Посол Словацької Республіки в Ташкенті (Узбекистан)
З 10.2011 р. — Надзвичайний і Повноважний Посол Словацької Республіки в Туркменістані за сумісництвом.
З 04.2012 р. — Керівник Апарату Міністерства закордонних та європейських справ Словацької Республіки
З 07.2013 р. — радник Керівника Апарату Міністерства закордонних та європейських справ Словацької Республіки
З 12.2013 — 2018 — Надзвичайний і Повноважний Посол Словацької Республіки в Києві (Україні).
28.02.2014 входив до складу делегації ЄС під час зустрічі міністрів закордонних справ Вишеградської четвірки з Прем'єр-міністром України Арсенієм Яценюком.